# 丹
【丹】 — китайський ієрогліф. Один з 854 ієрогліфів, обов'язкових для вивчення в японській середній школі.Часто використовується на письмі в японській мові.

## Значення
1. кіновар; сульфід ртуті.
2. червоний, червоногарячий, кіноварний.
3. червоніти.
4. щирість.
5. таблетка (чудодійна); ліки безсмертя.
6. (яп.) червонозем; червона глина.

Ключ: 3 (丶 + 3);  Кількість рисок: 4.
Введення ієрогліфа методом цанзє: 月卜 (BY); Введення ієрогліфа чотирикутним методом: 77440. .

## Прочитання
| Китайська         |                   |                   |                   |                 |                 |
| Мандаринська мова | Мандаринська мова | Мандаринська мова | Мандаринська мова | Кантонська мова | Кантонська мова |
| чжуїнь            | піньїнь           | Вейд-Джайлз       | кирилиця          | ютпхін          | Єль             |
| ㄉㄢ              | dān (dan1)        | tan1              | дань              | daan1           | daan1           |

| Корейська |                 |                       |                           |                         |                        |
|           | хангиль         | стара латинка         | нова латинка              | Єль                     | кирилиця               |
| Звук:     | 단 란 난        | tan ran nan           | dan lan nan               | tan lan nan             | тан ран нан            |
| Назва:    | 붉을 정성스러울 | pulgǔn jǒngsǒngsǔrǒul | bulgeun jeongseongsureoul | pwulkul cengsengsulewul | пулькиль чонсонсирауль |

| Японська |                  |                 |                 |
|          | кана             | латинка         | кирилиця        |
| Он:      | たん             | tan             | тан             |
| Кун:     | あか に          | aka ni          | ака ні          |
| Ім'я:    | あきら に まこと | akira ni makoto | акіра ні макото |